# In the Year 2525
In the Year 2525 je pop/rock pjesma koju je 1964. napisao američki gitarist Rick Evans, a godine 1968. izdao kao singlicu vlastitog pop dueta Zager and Evans. Singlica, koju je izdala kuća Truth Records, se ispočetka distribuirala samo u Texasu, ali je njen uspjeh potakao snimanje novog izdanja iz 1969. koje je distribuirala RCA Records, a koja je postala veliki hit. Naslov pjesme doslovno znači "Godine 2525.", a tekst za to i godine u razmacima od 1010, daje uznemirujuća predviđanja koja se tiču dehumanizirajuće tehnologije i iscrpljivanja zemaljskih resursa. Tema i futuristički karakter pjesme su korespondirali s duhom vremena koje je, s jedne strane, obilježilo slijetanje na Mjesec, ali i sve veća briga o budućnosti čovječanstva. Iako je postala jedna od najpoznatijih pjesama svog vremena, to je bio ne samo jedini hit Zager and Evansa, nego i njihov jedini proboj na top-liste.
Kasnije je često obrađivana, pri čemu je jednu od verzija snimio Laibach za album NATO. Često se rabi u filmovima i TV-serijama SF žanra, pri čemu je najpoznatiji Alien 3, odnosno TV-serija Cleopatra 2525, gdje je služila i kao glavna tema.

## Vanjske poveznice
- Zager & Evans at Discogs